# Melodic Hardcore
Melodic Hardcore (auch Melodic-Core oder Melodycore) ist ursprünglich eine in den 1980er Jahren entstandene melodische Form des Hardcore-Punks. Der Begriff ist heute weit gefasst und beschreibt eine Vielzahl verschiedener Hardcore-Spielarten.

## Entstehung
Als eigentliche Begründer des Stils gelten frühe Westcoast-Hardcore-Gruppen wie Adolescents, Bad Religion und die Descendents. Aber auch Bands wie Dag Nasty und Hüsker Dü hatten starken Einfluss auf die Entwicklung des Stils. Weiterhin entstanden auch in den Eastcoast-Hardcore-Zentren immer wieder Bands, die auch mehr oder weniger dem Melodic Hardcore zugeordnet werden können, so etwa Good Clean Fun aus Washington, D.C., Lifetime, Gorilla Biscuits oder H2O aus New York.
Die Entwicklung fand etwa gleichzeitig mit der des Emotional Hardcore, kurz Emo, statt, der aus Kreisen des Washington-D.-C.-Hardcore-Punks entstand. So finden sich kleinere ähnliche bzw. parallel laufende Entwicklungen, die zur Entstehung der Stile beigetragen haben.

### Skatepunk
Eine besonders harmonische und melodische – teilweise auch mit starken Pop-Punk-Ansätzen gespickte – Version des Melodic Hardcore wird häufig mit Skatepunk gleichgesetzt, stellt jedoch nur eine von mehreren (wenngleich wohl die beliebteste) Musikrichtungen innerhalb dieser Bewegung dar. Tatsächlich hängt jedoch die Verbreitung dieses Melodycores in den 1990er Jahren durchaus mit der gleichzeitigen Popularisierung und Industrialisierung des Skateboard-Sports zusammen. Gängig ist es heute, diese Art von Melodic Hardcore – nicht nur mit der Gleichsetzung mit dem Skatepunk – als Punkrock-Style zu beschreiben, da die Nähe zum (Pop-)Punk durch die sehr harmonische, arrangierte Art bestärkt wird.
Bands, die diesem Stil zugeordnet werden, sind vor allem die Satanic Surfers, Lagwagon, Millencolin und NOFX. Die Grenzen zu Melodic-Hardcore-Bands verschwimmen jedoch.

## Stil

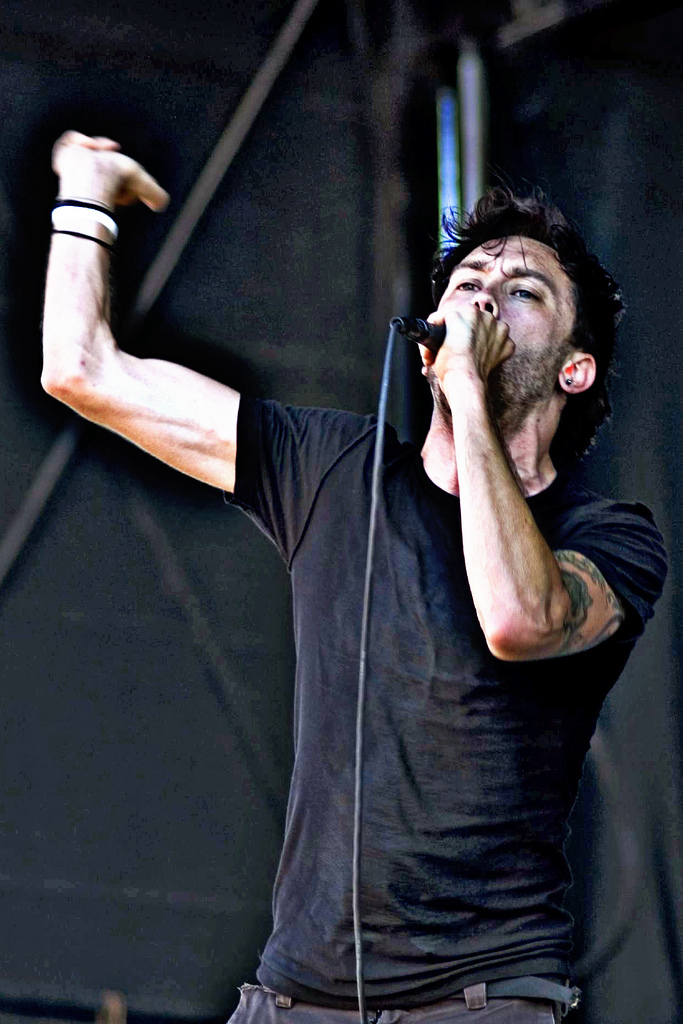
Der Frontmann der Band Rise Against, Tim McIlrath

Melodic Hardcore wird sehr schnell und energiereich gespielt, wobei die Lieder zumeist vergleichsweise kurz sind. Vom klassischen Hardcore-Punk finden sich im Melodic Hardcore dessen typische Einfachheit der Liedstrukturen sowie die oft politischen und sozialkritischen Botschaften der Texte. Dagegen verwendet man beim Melodic Hardcore oft ausgefeiltere und melodiösere Gitarrenriffs.
Oft werden – im Gegensatz zum normalen Hardcore – mehrstimmige Gesänge eingebaut. Der Gesang kann natürlich wie beim Hardcore/Punk üblich sein bzw. aus Brüll/Schrei-Einlagen bestehen. Oft gibt es aber auch eine Stimme, die zwischen melodischem Gesang und härteren Shouts wechselt, wobei hier auch wieder eine entfernte Ähnlichkeit zum Emo besteht. Stärker als beim üblichen Hardcore ändert sich auch im ganzen Lied die Lautstärke und Schnelligkeit.

### Beispiele

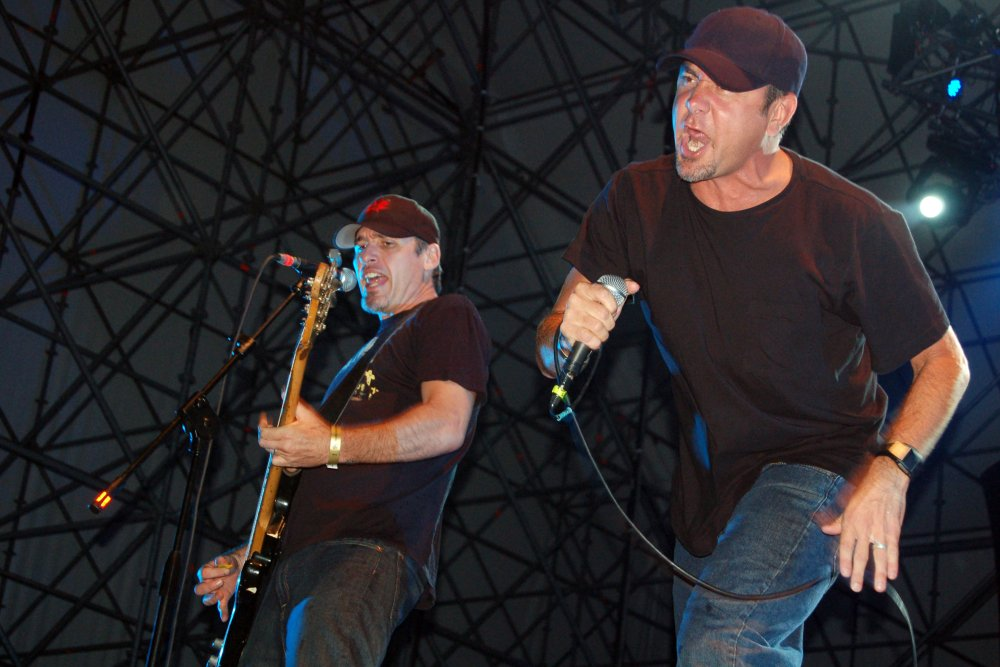
Die Band Pennywise live

Ignite
Die seit 1993 bestehende Band Ignite gehört zu den erfolgreichsten Melodic-Hardcore-Bands, obgleich ihr Sound in jüngerer Vergangenheit auch durch Alternative-Rock-Einflüsse geprägt wird. Sie hat einen hohen Bekanntheitsgrad innerhalb der Hardcore-Punk- und Punk-Szene.
Musikalisch gesehen beruht der Stil der aus Orange County, Kalifornien stammenden Band auf schnellem Westcoast-Hardcore-Punk und gehört zu den wichtigsten heutigen Vertretern dieses Genres. Melodisch wirken vor allem – wie bei vielen anderen Bands auch – die Gitarrenriffs. Aber markant und maßgeblich für den melodiösen Hardcore-Punk-Sound verantwortlich ist der Gesang des Frontmanns Zoltán Téglás. Dessen hohe, klar gesungene und melodische Gesangseinlagen, kombiniert mit melodiöseren Gitarren, gebaut auf schnellem, harten Hardcore-Punk bilden den Stil der Band.
Inhaltlich befasst sich die Band in ihren Texten sowohl mit Persönlichem, als auch mit – teilweise kritisch darauf gestimmten – linkspolitischen Aussagen.
Strike Anywhere
Die Band Strike Anywhere ist politisch engagiert. 1999 gegründet, befasst sich die Band inhaltlich vor allem mit linken Themen oder trifft – relativ undogmatisch – gesellschaftskritische Aussagen. Stilistisch ist die Band prägend für neueren Melodic-Hardcore-Sound.
Ihr Stil basiert typischerweise auf dem schnellen, harten Westcoast-Stil. Charakteristisch ist die Gesangsstimme, die zwischen geschrienen/gebrüllten Abschnitten und clean und melodisch gesungenen Textzeilen wechselt.
Pennywise
Pennywise gilt mit über drei Millionen verkauften Alben (Stand: 2007) als eine der erfolgreichsten unabhängigen Punkbands und zählt als einer der Vorreiter des Melodic Hardcore. Die seit 1988 bestehende und aus Hermosa Beach, Kalifornien stammende Band verwendet üblicherweise anspruchsvolle, gesellschaftskritische, oft auch politische Texte und hat einen vergleichsweise „harten“, aggressiven Musikstil. Seit Mitte der 1990er Jahre ist die Formation auch weltweit erfolgreich in den Charts vertreten und erfreut sich trotz einiger Umbesetzungen (u. a. verließ 2009 der Sänger Jim Lindberg zwischenzeitlich die Band und wurde durch Zoli Téglás von Ignite ersetzt) auch heute noch großer Beliebtheit in der Szene. Dem 1996 verstorbenen Bassisten Jason Thirsk zu Ehren ist das Lied Bro Hymn Tribute gewidmet, das auch außerhalb der Fanszene große Bekanntheit erlangte.
Rise Against
Rise Against gehören seit der Jahrtausendwende zu den kommerziell erfolgreichsten Melodic-Hardcore-Bands überhaupt. Dabei sind sie über Szenegrenzen auch in Alternative-Rock, Indie-Rock und anderen Rock-Kreisen bekannt. Die Band ist politisch engagiert und arbeitet unter anderem mit Peta zusammen.
In ihren Texten befasst sich die Band vor allem aber auch mit emotionalen und persönlichen Themen. Ihre Lieder sind geprägt durch einen relativ ruhigen, dynamischen und melodischen Hardcore-Punk-Sound, wobei die Band sich in neuerer Zeit jedoch vermehrt vom Hardcore-Stil entfernt und eher eingängeren, weniger „feurigen“ Punkrock spielt.
Die Band wird teilweise mit der Post-Hardcore-Band boysetsfire verglichen, weil Rise Against verschiedene Stilelemente aus Post-Hardcore und Alternative Rock verstärkt in ihren Stil einbauen.
Weitere Bands, die dem Melodic Hardcore zugerechnet werden:
| Descendents      | Good Riddance       | Good Clean Fun         | Dag Nasty        | Adolescents          |
| Gang Green       | Propagandhi         | 7 Seconds              | Backsight        | Gorilla Biscuits     |
| Kids on the Move | AFI (einige Phasen) | Samiam                 | A Wilhelm Scream | Kid Dynamite         |
| H₂O              | Death by Stereo     | Death Is Not Glamorous | The Ghost Inside | The Amity Affliction |
| Landscapes       | More Than Life      | Dead Swans             | The Carrier      | Liferuiner           |

## Weiterentwicklung
Der Begriff Melodic Hardcore hat sich Mitte der 2000er Jahre gewandelt und sich zunehmend von den Punkwurzeln entfernt. Genre typische Bands wie Defeater oder Touché Amoré verkörpern einen sehr emotionalen und eher ernsten Sound mit depressiv-idealistischen Lyrics. Typische Motive in den Texten dieses Genres sind Erinnerungen und der Ruf nach einer besseren Welt. Der Einfluss von Post-Hardcore und Screamo ist deutlicher spürbar als der ursprüngliche, partybetonte Sound von Punkrockbands wie Pennywise. Klanglich sind hohe Screams häufig anzutreffen, typischerweise auch auf ruhigen Parts mit Clean-Gitarre.
Prägend für die Szene ist eine gewisse schwarz-weiß Ästhetik, sowohl in der Kleidung als auch in Artworks und sonstigen Designs. Als kreativer Herd der neuen Strömung können die Labels Bridge 9 Records und Deathwish Inc. betrachtet werden.

## Melodycore in Deutschland
Eine der ersten deutschen Bands, die sich am melodischen Westcoast-Sound orientierten, war die Berliner Band Disaster Area. Später verfolgten andere Gruppen wie Jingo de Lunch ebenfalls das Konzept schnellen, melodischen Hardcore zu spielen. In den frühen 90er Jahren wurde vor allem das Label Vitaminepillen Records mit melodischen Punk/Hardcore-Sound in Verbindung gebracht. Vor allem melodische Deutschpunk-Bands der neueren Schule, wie Terrorgruppe, Wizo, Kafkas, Lost Lyrics und Pascow ließen sich vom melodischen Punk der kalifornischen Machart beeinflussen, während Bands wie ZSK und Radio Havanna im Prinzip reinen Melodycore mit deutschen Texten spielten; auch kommerziell erfolgreiche Gruppen wie Montreal, Beatsteaks und die Donots orientierten sich zumindest in ihren Anfangstagen an der kommerziellen, von Labels wie Fat Wreck Chords, geprägten Spielweise des kalifornischen Hardcore-Punks. Melodycore-Einflüsse lassen heute immer noch bei vielen Gruppen der neueren, melodischen, Deutschpunk-Schule wie DDP, KASA, L.A.K., Ni Ju San oder Fahnenflucht heraushören.
In Deutschland werden weiterhin folgende Bands dem Melodic-Hardcore-Punk zugerechnet:
| Creetins            | Deny Everything |
| D-Sailors           | False Friend    |
| From a Judgement    | So Far Away     |
| Skin of Tears       | Tackleberry     |
| Three Chord Society | We Once Loved   |

## Politik, Straight Edge und D.I.Y. (Do it yourself)

Logo der Band Strike Anywhere

Viele Melodic-Hardcore-Bands verstehen sich explizit als (links-)politische Bands, zumindest aber als Bands mit einem solchen Anspruch. Strike Anywhere beispielsweise nutzen eine abgewandelte Version des Symbols der Eisernen Front, einem sozialdemokratischen Bündnis zur Zeit der Weimarer Republik, als Bandlogo. Auch andere Gruppen wie Propagandhi verstehen sich als linke Band und verarbeiten in ihren Texten viele linke Thematiken und sprechen soziale Probleme an.
In Deutschland definieren sich etwa Tackleberry im weitesten Sinne als linkspolitisch.
Einige Bands bzw. deren Mitglieder sind auch Veganer bzw. Vegetarier. Einige engagieren sich auch bei Organisationen wie PETA für Tierrechte und Tierbefreiung. Dazu zählen etwa Rise Against oder Good Riddance.
Auch der Straight-Edge-Gedanke ist, wie bei allen Hardcore-Punk-Subgenres, verbreitet. Good Clean Fun und Gorilla Biscuits etwa sind wichtige Bands, die diesen Lebensstil propagieren.

## Labels
Labels, auf denen vorwiegend Melodic-Hardcore-Bands unter Vertrag sind, sind zum Beispiel:
- Asian Man Records
- Bridge Nine Records
- Burning Heart Records
- Cruz Records
- Epitaph Records
- Fat Wreck Chords
- Nitro Records
- Victory Records
- Vitaminepillen Records